# アンバランス (KICK THE CAN CREWの曲)
「アンバランス」は、KICK THE CAN CREWの8枚目のシングル。2002年8月28日発売。

## 概要
当初、ラジオや音楽チャンネル等でPVが放送される際は曲名が空白で、アーティスト名も「KTCC?」となっていた。
3曲目に収録されているライブ音源が30分以上あるため、シングルでありながら収録時間がアルバム並みになっている。

## 収録曲
1. アンバランス
  - written by KICK THE CAN CREW produced by KREVA

PVは2種類あり、メンバーが出演せず風景などの映像バージョンと、ライブ映像やオフショットなどの映像から作られたバージョンがある。
活動休止後の2008年8月3日には、茨城県の国営ひたち海浜公園で開催された野外イベント「ROCK IN JAPAN FESTIVAL 2008」で4年振りに『イツナロウバ』と共に披露された。
2. サヨナラサヨナラ（イーゼ）feat.CUEZERO
  - written by KICK THE CAN CREW and CUEZERO produced by KREVA

前作『sayonara sayonara』の別バージョンであり、3人の歌詞がオリジナルとは異なる（CUEZEROの歌詞はアルバム『magic number』に収録されている『sayonara sayonara(Album Edit) feat. CUEZERO』と同じ）。
ちなみにLITTLEはこの曲の自分のヴァースで、当時TBS系列で放送されていた「学校へ行こう!」の人気コーナー「B-RAP HIGH SCHOOL」をDISしている。
3. LIVE at 渋谷クアトロ, 17 JULY.2002(weeklyぴあ 30th anniversary live)
THE THEME OF "KICK"～スーパーオリジナル～GOOD TIME!～ONEWAY～イツナロウバ～sayonara sayonara～マルシェ
30分を超えるライブ音源。うち『sayonara sayonara』はライブならではのDJ SHUHOによる「ビートのみ」の演奏で披露。

## 参加ミュージシャン
YOSHIRO KANAMORI (bass on #1)

## 収録アルバム
- magic number (#1)
- BEST ALBUM 2001-2003 (#1)